# Rumi Maki
Il Rumi Maki è un'arte marziale usata dagli Inca, formata miscelando le tecniche di altre culture come i Mochicas, i Chavin, i Tiahuanaco e simili.
Il nome Rumi Maki fa parte della lingua quechua, è significa "pugno di sasso".

## Tecniche
Come ogni arte marziale, il Rumi Maki si divide in cinque gruppi specifici:
- Lama
- Alpaca
- Vigogna
- Condor
- Sole

### Lama Rumi Maki
Questa tecnica si basa sui pugni, sulle parate e su tutti gli attacchi portati con le mani. Il primo livello è una forma indigena di pugilato, contiene tecniche di affondo con pugni, a mano aperta, con gomiti, unghie e testa.

### Alpaca Rumi Maki
Questa tecnica tratta piedi e ginocchia, come attaccare e difendersi con loro. Il secondo livello usa le gambe per attaccare, difendersi e neutralizzare gli attacchi avversari.

### Vigogna Rumi Maki
Con questa tecnica si insegnano le prese ed il combattimento corpo a corpo.

### Condor Rumi Maki
Tecnica basata sui salti e sugli attacchi dall'alto, come i calci volanti. Per questo motivo prende il nome del condor.

### Sole Rumi Maki
Le altre quattro tecniche sono indipendenti, mentre questa le raggruppa tutte e rappresenta l livello massimo di Rumi Maki. Comprende anche l'uso delle armi e tecniche derivate da altre arti marziali.